# Collegium pro musica sacra
Collegium pro musica sacra (CPMS) je ansambl crkvene glazbe iz Zagreba. Djeluje od 1972. godine. Izvodi djela različitih glazbenih pravaca, od srednjovjekovnih gregorijanskih napjeva, preko renesansnih, baroknih, klasicističkih, romantičarskih do skladatelja moderne i suvremene crkvene glazbe.
Osnovan je o Božiću 1972. godine. Osnivačica je Imakulata Malinka, umjetnička voditeljica Družbe sestara Naše Gospe, zajedno sa susestrom i umjetničkom suradnicom Cecilijom Pleše te Željkom Petračom, suosnivačem instrumentalnoga dijela Collegiuma. O osnutku sastava sestra Malinka je kazala: „Prva je namjera Kolegija bila približiti ljudima Boga u ruhu svete glazbe. Tako se formirala zajednica ljudi koja je to razumjela i prenosila na one koji su se pridruživali ansamblu, upijajući glazbeni izričaj što stavlja Boga u središte svojih života.”
Cecilija Pleše je 1999. postala umjetničkom voditeljicom zbora. 
Zbor Collegium pro musica sacra pjeva u zagrebačkoj katedrali te u ostalim hrvatskim gradovima i inozemstvu. Ostvario je suradnju s poznatim hrvatskim glazbenim umjetnicima (Olga Šober i dr.). Nagrađen je priznanjima i medaljama u Jeruzalemu (1996.), Zagrebu (2001.), Bremenu (2004.), Rimu (2009.) i Bratislavi (2010.).
Ansambl je snimio tri LP ploče, petnaest audiokaseta i sedam albuma u obliku CD-a. Praizveo je skladbe Mate Lešćana, Ivana Brkanovića, Borisa Papandopula, Anđelka Klobučara, Josipa Magdića, Anđelka Igreca i inih.